# Gouvernement Schuman II
Quatrième République
André Marie Henri Queuille I
Le second gouvernement Robert Schuman a été le gouvernement de la France du 5 septembre 1948 au 11 septembre 1948.
Le gouvernement est constitué grâce à l'intervention du Président de la République, Vincent Auriol, pour obtenir la participation des socialistes et de UDSR. Toutefois l'Assemblée nationale refuse l'investiture  par 295 voix contre 289.

## Chronologie

### 1948
- 28 août : Chute du gouvernement André Marie.
- 5 septembre : Début du second gouvernement Robert Schuman.
- 7 septembre : Chute du second gouvernement Robert Schuman.
- 11 septembre : Nouveau gouvernement Henri Queuille.

## Composition

### Président du Conseil
| Image | Fonction             |  | Nom            | Parti |
| ----- | -------------------- |  | -------------- | ----- |
|       | Président du Conseil |  | Robert Schuman | MRP   |

### Vice-président du Conseil
| Image | Fonction                  |  | Nom         | Parti |
| ----- | ------------------------- |  | ----------- | ----- |
|       | Vice-Président du Conseil |  | André Marie | RAD   |

### Ministres
| Image | Fonction                                                    |  | Nom                  | Parti |
| ----- | ----------------------------------------------------------- |  | -------------------- | ----- |
|       | Garde des Sceaux                                            |  | Robert Lecourt       | MRP   |
|       | Ministres des Affaires étrangères                           |  | Robert Schuman       | MRP   |
|       | Ministre de l'Intérieur                                     |  | Jules Moch           | SFIO  |
|       | Ministre de la Défense nationale                            |  | René Mayer           | RAD   |
|       | Ministre de la France d'Outre-mer                           |  | Paul Coste-Floret    | MRP   |
|       | Ministre des Finances et des Affaires économiques           |  | Christian Pineau     | SFIO  |
|       | Ministre de l'Éducation nationale                           |  | Michel Tony-Révillon | RAD   |
|       | Ministre des Travaux publics, des Transports et du Tourisme |  | Henri Queuille       | RAD   |
|       | Ministre de l'Agriculture                                   |  | Pierre Pflimlin      | MRP   |
|       | Ministre du Commerce et de l'Industrie                      |  | Robert Lacoste       | SFIO  |
|       | Ministre du Travail et de la Sécurité sociale               |  | Daniel Mayer         | SFIO  |
|       | Ministre des Anciens combattants et Victimes de guerre      |  | Jules Catoire        | MRP   |
|       | Ministre de la Santé publique et de la Population           |  | Pierre Schneiter     | MRP   |
|       | Ministre de la Reconstruction et de l'Urbanisme             |  | René Coty            | DVD   |

### Secrétaires d'État
| Image | Fonction                                                                         |  | Nom                      | Parti |
| ----- | -------------------------------------------------------------------------------- |  | ------------------------ | ----- |
|       | Secrétaire d'État à la Présidence du Conseil                                     |  | Pierre Abelin            | MRP   |
|       | Secrétaire d'État chargé des PTT                                                 |  | Eugène Thomas            | SFIO  |
|       | Secrétaire d'État à la Vice-présidence du Conseil                                |  | François Mitterrand      | UDSR  |
|       | Secrétaire d'État au Budget                                                      |  | Alain Poher              | MRP   |
|       | Secrétaire d'État aux Affaires économiques et au Ravitaillement                  |  | Yvon Coudé du Foresto    | MRP   |
|       | Secrétaire d'État chargé de la Fonction publique et des Réformes administratives |  | Jean Biondi              | SFIO  |
|       | Secrétaire d'État aux Forces armées (Marine)                                     |  | Joannès Dupraz           | MRP   |
|       | Secrétaire d'État aux Forces armées (Air)                                        |  | Maurice Bourgès-Maunoury | RAD   |